# ブンク人
ブンク人 (ブンク語: To Bungku、To Bunggu)はインドネシアの中部スラウェシ州、モロワリ県の北ブンク郡、南ブンク郡、中部ブンク郡、ムヌイ諸島郡に居住する民族集団。ブンク人はラムバトゥ、エプ、ロトゥア、ルタ、ウォウォニ(Lambatu, Epe, Ro'tua, Reta,Wowoni)などいくつかの下位集団に分けられる。ブンク人はブンク語と呼ばれる独自の言語を持ち、これはブンク人の特徴の一つであり、ブンク人の間の伝達手段として役に立っている。ブンク人は一般にイスラームかキリスト教に帰依している。
ブンク人はかつて、ブンク王国と呼ばれる小さな王国を持っており、これはオランダの報告ではタンブク、トンブク王国とも呼ばれた。 王国は中部スラウェシの東岸にある他の小王国とともに、19世紀中葉からオランダ海上帝国の支配下となった。